# Prisonniers palestiniens d'Israël
Le terme prisonniers palestiniens d'Israël (appelés par le service pénitentiaire israélien : prisonniers de sécurité) fait référence dans cet article aux Palestiniens emprisonnés en Israël dans le cadre du conflit israélo-palestinien. La situation des prisonniers palestiniens détenus par Israël fait partie des dossiers majeurs du processus de paix israélo-palestinien. Les accusations courantes qui entraînent des peines de prison pour les Palestiniens varient de terrorisme à l'appartenance à des « organisations terroristes illégales » en allant jusqu'à l'affichage du drapeau palestinien,.
Le contrôle israélien sur la société palestinienne s'exerce notamment par l’incarcération de masse – depuis 1967, 40 % des hommes palestiniens ont connu la prison à un moment de leur vie. Début avril 2024, le nombre de prisonniers était de 9 312 prisonniers de sécurité, dont 3 661 détenus en détention administrative.
Le recours à la torture contre les prisonniers palestiniens s'est généralisé à partir de 2023.

## Aperçu

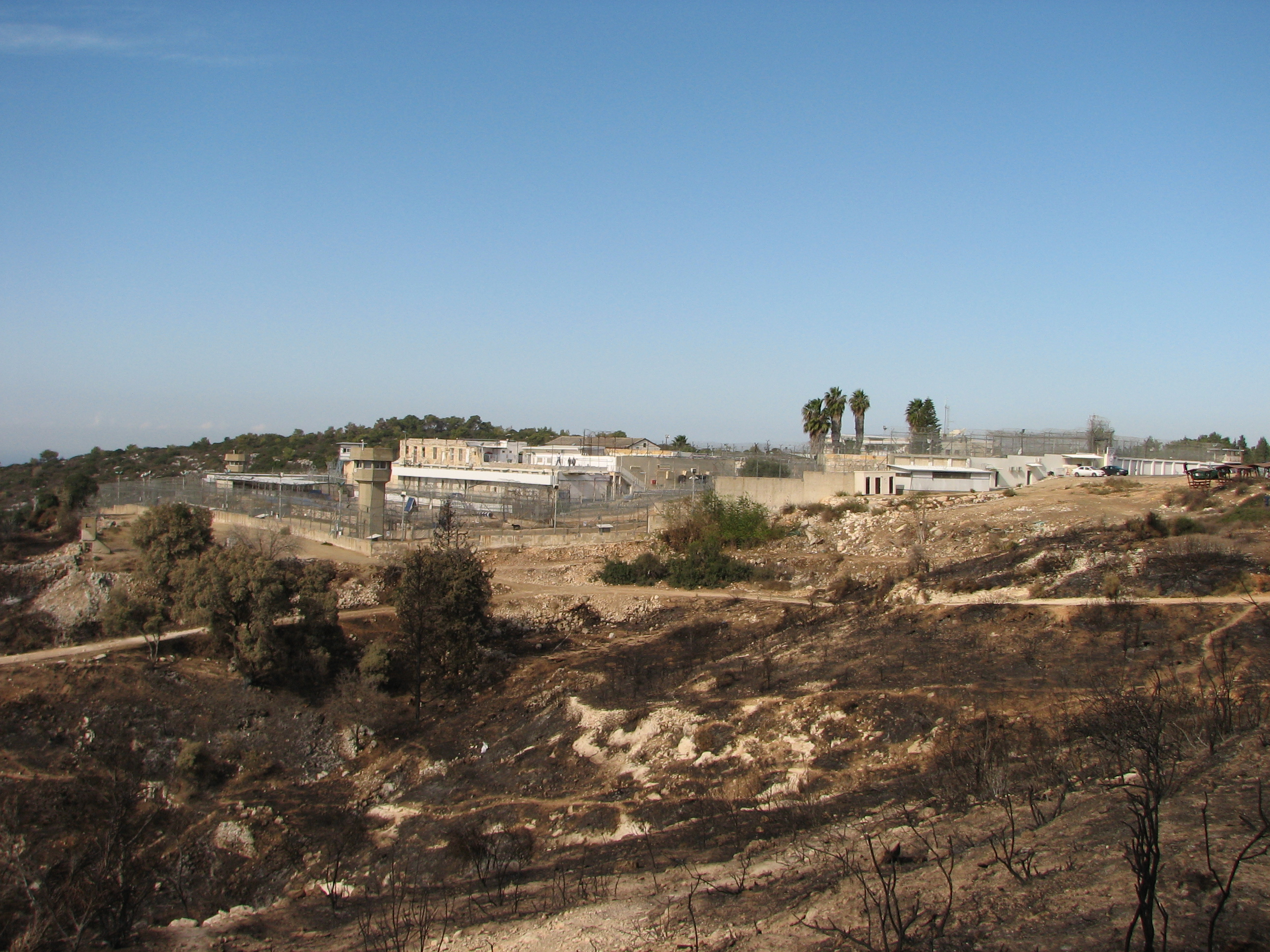
Prison de Damon, située dans le village palestinien dépeuplé de Khirbat Al-Dumun

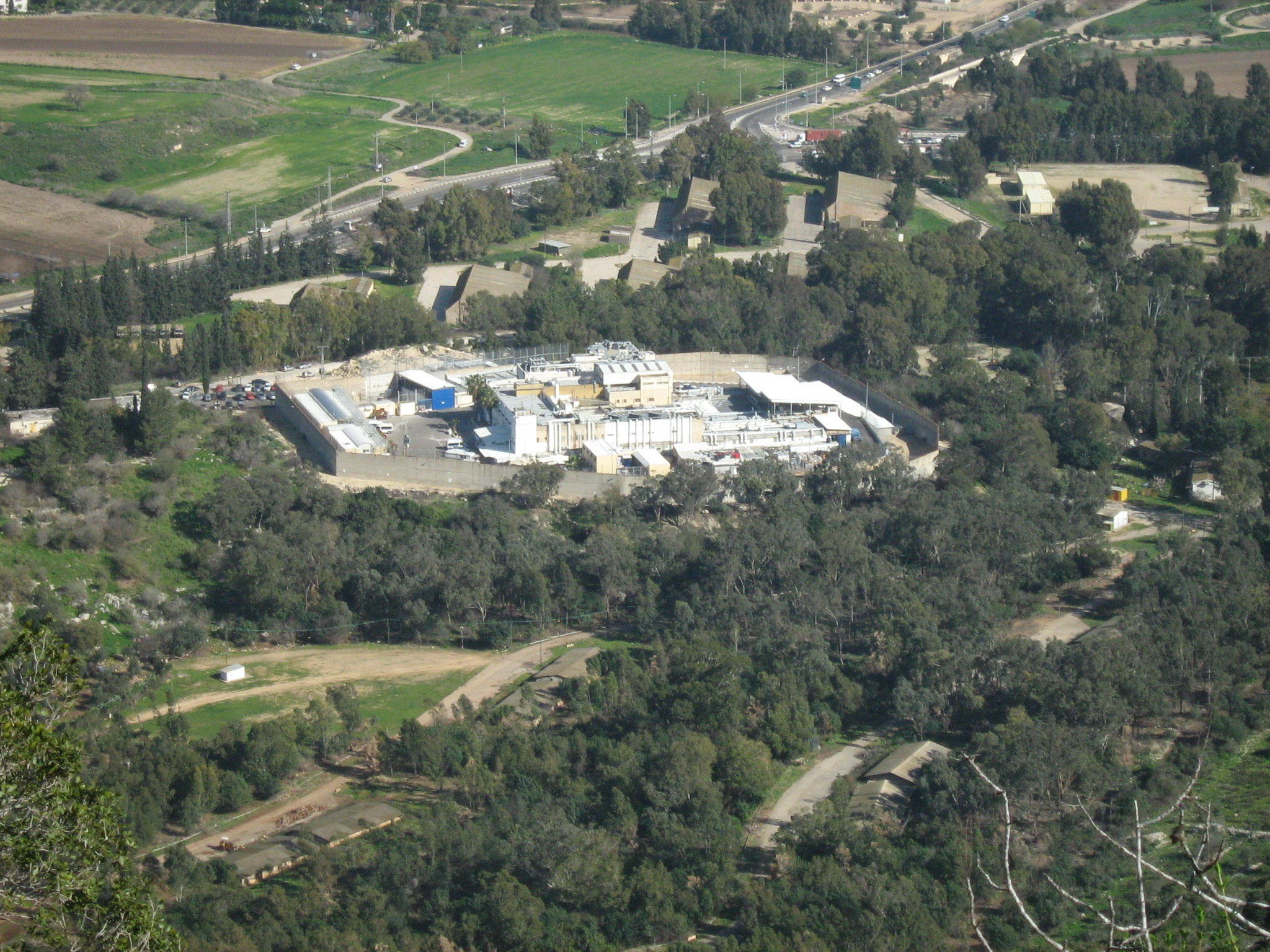
Prison de Jalame (centre de détention de Kishon), située dans le village palestinien dépeuplé d' Al-Jalama, Haïfa

Entre 1948 et 1955, des milliers de Palestiniens ont été enfermés dans des camp de concentration et de travail forcé.
Le système judiciaire militaire pour les territoires occupés, calqué en partie sur le système judiciaire militaire britannique mis en place en 1937, a été créé en 1967 et avait été qualifié de pièce maîtresse institutionnelle de l'occupation. En son sein, les Palestiniens de Cisjordanie sont traités comme des « civils étrangers ».
Les mesures qu'il applique combinent des éléments de l'administration coloniale et de la loi martiale. Les faits reprochés couvrent non seulement les incidents impliquant le recours à la violence, mais aussi les manifestations non violentes, les déclarations politiques et culturelles et la manière dont les Palestiniens sont autorisés à se déplacer ou à s'associer les uns avec les autres.
Certaines des facettes problématiques du système auquel les prisonniers palestiniens sont soumis sont, selon le professeur de sociologie Lisa Hajjar ; la détention prolongée de suspects au secret, l'entrave à l'accès d'un client à son avocat, le recours systématique à la contrainte lors des interrogatoires pour obtenir des aveux et l'introduction de "preuves secrètes".
Des centaines de milliers de Palestiniens ont été jugés depuis 1967. Selon Saree Makdisi, le total cumulé des Palestiniens emprisonnés par Israël a atteint 650 000 en 2005. Selon Tamar Pelleg-Sryck (2011), des dizaines de milliers d'entre eux ont été soumis à la rétention administrative. Le taux d'incarcération était le plus élevé au monde pendant la première intifada (1987-1992) – et leurs taux de condamnation variaient de 90 à 95 %, étant pour la plupart garantis par des accords de négociation de peine dans 97 % des cas. Selon les statistiques de la Croix-Rouge, au cours des deux premières décennies de l'occupation, de 1967 à 1987, un Palestinien sur trois, soit environ 500 000, a été détenu par les forces israéliennes et, chaque jour, les tribunaux étaient bourrés d'« enfants menottes aux poignets, des femmes implorant des soldats, des gens anxieux se pressant devant des avocats pour obtenir des informations." . Après les accords d'Oslo, les tribunaux des villes palestiniennes ont été retirés de la zone C, causant de plus grandes difficultés pour les avocats et la famille de l'accusé d'avoir accès aux tribunaux en raison du système de permis.
La pratique spécifique de la détention administrative a été initialement introduite par la Grande Bretagne pour soumettre les Palestiniens, mais a ensuite été de plus en plus appliquée pour faire face au comportement des militants politiques juifs et des membres présumés d'organisations paramilitaires juives, une extension vigoureusement combattue par les colons juifs à l'époque et pour laquelle les avocats juifs en juillet 1936 ont soutenu qu'il devrait être abrogé. Dov Yosef a également soutenu en 1948 que la pratique abolissait le bref d'habeas corpus et avait conduit à l'incarcération abusive par les Britanniques de nombreux militants juifs. L'État d'Israël, lors de la sécurisation de l'indépendance, a cependant conservé cet ensemble de réglementations dans le livre des statuts du nouvel État. L'article 111 de cette loi permettait aux commandants militaires d'arrêter et de détenir quiconque, sans motif public ni dépôt d'accusations formelles ni procès, pour des périodes pouvant aller jusqu'à un an, bien qu'une disposition existe pour prolonger indéfiniment toute personne détenue en vertu de l'ordre. La quatrième convention de Genève autorise les détentions, et sur ces précédents, Tsahal a promulgué son article 87 de l' ordonnance concernant les instructions de sécurité et l'a appliqué aux cas où les règles de preuve des tribunaux israéliens ne permettraient pas au suspect d'être condamné. Des exemples flagrants de la pratique ont eu lieu au début de l'occupation. Taisir al-Arouri, professeur de mathématiques à l'Université de Bir Zeit, a été arrêté dans la nuit du 21 avril 1974 et libéré le 18 janvier 1978, après avoir subi 45 mois d'emprisonnement sans procès ni inculpation, seulement après qu'Amnesty International a émis une protestation publique.
En 1978, Michael Goldstein a qualifié le système de détention « d'aberration de la justice pénale », mais de nature temporaire et dicté par une situation de guerre en cours. Il a crédité Israël de s'être abstenu d'en faire une partie de son système judiciaire, par opposition au système militaire. Dans une période de cinq mois de la première Intifada seulement, Israël a placé 1 900 Palestiniens sous un ordre de détention administrative. Pour la décennie de 2000 à 2009, on a estimé qu'à tout moment, entre 600 et 1 000 Palestiniens étaient soumis chaque année à la détention administrative. Amnesty International a déclaré qu'en 2017, les autorités israéliennes continuaient d'adopter la détention administrative plutôt que les poursuites pénales pour détenir « des centaines de Palestiniens, y compris des enfants, des dirigeants de la société civile et des employés d'ONG, sans inculpation ni procès en vertu d'ordonnances renouvelables, sur la base d'informations dissimulées à détenus et leurs avocats », et que les détenus administratifs étaient au nombre de 441.
Parmi les Palestiniens notables qui ont fait l'objet de cette procédure figurent Khalida Jarrar et Ahmad Qatamesh. Tous deux ont été considérés par Amnesty International comme des prisonniers d'opinion ,.

## Nombre de prisonniers
Selon le Centre palestinien pour les droits de l'homme, entre la guerre des Six Jours de 1967 et la première intifada de 1988, plus de 600 000 Palestiniens ont été détenus dans les prisons israéliennes pendant une semaine ou plus. Rory McCarthy, correspondant du Guardian à Jérusalem, a estimé qu'un cinquième de la population a été emprisonné à un moment donné depuis 1967. Le 11 décembre 2012, le bureau du Premier ministre, Salam Fayyad, a déclaré que depuis 1967, 800 000 Palestiniens, soit environ 20 % de la population totale et 40 % de la population masculine, avaient été emprisonnés par Israël à un moment donné. Environ 100 000 personnes avaient été placées en détention administrative. Selon les estimations palestiniennes, 70 % des familles palestiniennes ont eu un ou plusieurs membres de la famille condamnés à des peines de prison dans les prisons israéliennes à la suite d'activités contre l'occupation.
Selon B'Tselem, il y a eu une baisse, à partir de 1998, du nombre de Palestiniens détenus en détention administrative. Moins de 20 ont eu lieu de 1999 à octobre 2001. Cependant, avec le début de la deuxième Intifada (2000), et en particulier après l'opération Bouclier défensif (2002), les chiffres ont régulièrement augmenté. Selon la Fédération internationale des ligues des droits de l'homme (FIDH), du début de la deuxième intifada à avril 2003, plus de 28 000 Palestiniens ont été incarcérés. Rien qu'en avril 2003, il y a eu plus de 5 500 arrestations.
En 2007, le nombre de Palestiniens en détention administrative était en moyenne d'environ 830 par mois, y compris des femmes et des mineurs de moins de 18 ans. En mars 2008, plus de 8 400 Palestiniens étaient détenus par les autorités civiles et militaires israéliennes, dont 5 148 purgeaient des peines, 2 167 faisaient l'objet de poursuites judiciaires et 790 étaient en détention administrative, souvent sans inculpation ni connaissance des soupçons pesant sur eux. En 2010, le Bureau central palestinien des statistiques a signalé qu'il y avait « plus de 7 000 » palestiniens dans les prisons israéliennes, dont 264 en détention administrative [réf. nécessaire]. La plupart des prisonniers sont détenus à la prison d'Ofer en Cisjordanie et dans les prisons de Megiddo et Ketziot en Israël.
En avril 2008, Adalah : Le Centre juridique pour les droits des minorités arabes en Israël a déclaré que 11 000 prisonniers palestiniens étaient en prison et en détention en Israël, dont 98 femmes, 345 mineurs, 50 membres du Conseil législatif palestinien et trois ministres de l'Assemblée nationale palestinienne. Sur ces 11 000 prisonniers palestiniens, 8 456 venaient de Cisjordanie, 762 de la bande de Gaza et 694 de l'intérieur même d'Israël (dont 552 de Jérusalem). En octobre 2008, Haaretz rapportait que 600 Palestiniens étaient détenus en détention administrative en Israël, dont « environ 15 mineurs qui ne savent même pas pourquoi ils sont détenus ».

### Mineurs
Entre 2000 et 2009, 6 700 Palestiniens âgés de 12 à 18 ans ont été arrêtés par les autorités israéliennes, selon la Section Palestine de Défense des Enfants International (DCI/PS). En 2009, 423 personnes au total étaient détenues dans des centres de détention et d'interrogatoire et dans des prisons israéliennes. En avril 2010, le nombre était tombé à 280. DCI/PS déclare que ces détentions sont contraires au droit international. Jusqu'en août 2013, 193 mineurs ont été emprisonnés et, selon The Economist, « presque tous » ont été « traduits en justice avec des fers aux jambes et des menottes ».

### Personnalités publiques

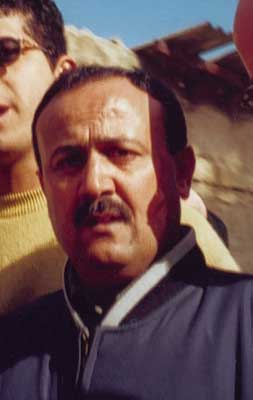
Marwan Barghouti, un chef de la milice des Brigades des martyrs d'al-Aqsa, reconnu coupable par un tribunal israélien de cinq chefs d'accusation de meurtre et condamné à cinq peines d'emprisonnement à perpétuité et quarante ans de prison.

Plusieurs dirigeants et politiciens palestiniens sont détenus dans les prisons israéliennes. Parmi eux, 47 membres du Hamas du Conseil législatif palestinien ainsi que certains ministres, maires et membres des conseils municipaux de diverses villes de Cisjordanie.
Marwan Barghouti, chef de la milice des Brigades des martyrs d'Al-Aqsa et du parti politique al-Mustaqbal, a été arrêté et jugé par un tribunal civil israélien pour des attaques menées par les Brigades des martyrs d'Al-Aqsa. Il a été reconnu coupable le 20 mai 2004 de cinq chefs de meurtre et condamné à cinq peines d'emprisonnement à perpétuité et quarante ans.
Ahmad Sa'adat, secrétaire général du Front populaire de libération de la Palestine (FPLP) est actuellement détenu par Israël. En 2002, il a été jugé, condamné et emprisonné à Jéricho par l'Autorité nationale palestinienne, pour son rôle dans l'assassinat du ministre israélien du Tourisme Rehavam Zeevi le 17 octobre 2001 par le FPLP. La Cour suprême palestinienne a par la suite déclaré son emprisonnement inconstitutionnel. Son emprisonnement par l'ANP, plutôt que son extradition vers Israël comme l'exigent les accords d'Oslo, a été négocié entre l'ANP, Israël, les États-Unis et le Royaume-Uni. Aux termes de cet accord, l'emprisonnement devait être surveillé par des observateurs américains et britanniques. Le 14 mars 2006, après que les moniteurs américains et britanniques, ainsi que les gardiens palestiniens de la prison de Jéricho ont abandonné leurs postes, les forces israéliennes ont encerclé la prison de Jéricho et ont pris Sa'adat, qui est depuis lors en détention administrative.
En 2005, trois membres du conseil municipal de Naplouse, dont le maire Adly Yaish, le maire de Qalqilya Wajih Qawas, le maire de Beita Arab Shurafa, et deux membres du conseil municipal de Bani Zeid - tous membres du Hamas ont été arrêtés.

## Paiements par l'Autorité palestinienne
Un budget spécial est prévu au niveau de l'autorité palestinienne pour l'appui aux prisonniers et aux familles de martyrs.

## Échanges et libérations de prisonniers
Plusieurs accords d'échange de prisonniers ont été conclus entre Israël et différentes groupes palestiniens. Certaines libérations ont également été faites en applications partielles d'accords conclus consécutivement au processus des accords d'Oslo.
| Année     | Nombre côté Palestinien | Nombre côté Israélien | Partie Négociante      | Intermédiaire                          | Contexte de l'échange | Références        |
| --------- | ----------------------- | --------------------- | ---------------------- | -------------------------------------- | --- | ----------------- |
| 1985      | 1150                    | 3                     | Ahmed Jibril           |                                        | Ahmed Yassine fait partie des prisonniers libérés dans l'échange. | [ 39 ]            |
| 1995-2000 |                         | -                     | Autorité Palestinienne |                                        | Processus suivant les accords d'Oslo incluant l'accord intérimaire de 1995, Wye River 1998, Mémorandum de Charm el-Cheikh 1999, Wye 2.                                                                | ,                 |
| 2005      | 500                     | -                     | Autorité Palestinienne |                                        | Engagement pris dans le sommet de Charm el-Cheikh de libérer 900. Ariel Sharon a retenu la libération des 400 autres, invoquant la nécessité pour l'Autorité palestinienne de contenir les militants. | [ 45 ]            |
| 2008      | 198+224                 | -                     | Autorité Palestinienne |                                        | Mesure de soutien à l'autorité palestinienne. | [réf. nécessaire] |
| 2011      | 1027                    | 1                     | Hamas                  |                                        | Opération d'échange Gilad Shalit. | [ 46 ]            |
| 2013      | 26                      | -                     | Autorité Palestinienne | secrétaire d'État américain John Kerry | Pourparlers de paix. | ,                 |

## Violation du droit international et droits de l'homme

### "Terroristes" contre "prisonniers de guerre"
En juillet 2003, la Fédération internationale des ligues des droits de l'homme (FIDH) rapportait qu'« Israël ne reconnaît pas aux prisonniers palestiniens le statut de prisonniers de guerre ». Les prisonniers sont plutôt traités comme des criminels ou des terroristes à motivation politique, et sont accusés d'infractions terroristes ou de crimes violents, ou placés en détention administrative sans inculpation.
Les partisans de la cause palestinienne ont fait valoir que, selon les Conventions de Genève, les Palestiniens membres d'organisations de résistance armée devraient avoir droit au statut de prisonnier de guerre et ne pas être qualifiés de terroristes.
La position des Conventions de Genève concernant les Palestiniens détenus pour activité armée contre les forces israéliennes n'est pas tout à fait claire. Le Protocole additionnel I - qui s'applique pendant les conflits armés contre les occupations étrangères (article 1(4) ) - accorderait le statut légal de combattant (et donc le statut de prisonnier de guerre s'il est capturé) aux combattants qui ne portent pas d'uniforme ou qui portent une marque distinctive en raison de la nature du conflit, tant qu'ils portent ouvertement des armes lors d'engagements militaires (voir article 44(3) ). Cependant, ce protocole n'a pas été ratifié par Israël.
La Troisième Convention de Genève de 1949 qu'Israël a ratifiée offre une protection plus limitée, accordant le statut de prisonnier de guerre aux combattants des mouvements de résistance organisés remplissant les conditions énoncées à l'article 4(2), y compris "être commandé par une personne responsable de ses subordonnés" et "portant un signe distinctif fixe reconnaissable à distance", l'article 4, paragraphe 6, protégeant les habitants d'un territoire non occupé qui résistent spontanément à l'ennemi dans certaines circonstances.

### Expulsion des prisonniers
Jusqu'au début des années 1990, les prisonniers palestiniens étaient détenus dans des centres de détention en Cisjordanie et dans la bande de Gaza. Depuis lors, la plupart d'entre eux sont expulsés vers des prisons et des centres de détention sur le territoire israélien. Cela a été décrit comme une violation de la quatrième Convention de Genève, qui stipule que les personnes détenues ont le droit de rester en territoire occupé à tous les stades de la détention, y compris l'exécution des peines en cas de condamnation. Le 28 mars 2010, la Cour suprême d'Israël a rejeté une requête du groupe de défense des droits humains Yesh Din visant à faire cesser la pratique de la détention à l'intérieur d'Israël.

### Détention administrative

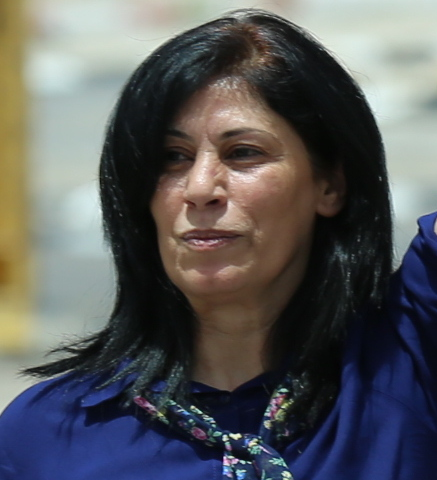
Khalida Jarrar a été en détention administrative de octobre 2019 jusqu'à septembre 2021.

Amnesty International a déclaré qu'Israël a emprisonné des Palestiniens pendant de longues périodes, sans les inculper ni les juger. Israël a déclaré que la détention sans procès est une mesure de sécurité nécessaire utilisée pour éviter d'exposer des informations confidentielles lors des procès. L'Union européenne a critiqué la politique.
Le ministre de la Défense a le pouvoir d'émettre des ordonnances de détention administrative pouvant aller jusqu'à six mois dans les cas où il existe un risque raisonnable que la personne porte atteinte à la sécurité de l'État. Le même ministre a le pouvoir de renouveler ces arrêtés. De même, le chef d'état-major général peut émettre de tels ordres, mais valables seulement 48 heures. Les autorités chargées de l'application de la loi doivent motiver leur décision dans les 48 heures (lors d'une audience à huis clos). Les ordonnances de détention administrative peuvent faire l'objet d'un recours devant le tribunal de district et, en cas de refus, devant la Cour suprême d'Israël. Le tribunal de district peut annuler ces ordonnances s'il conclut que la détention administrative a eu lieu pour des raisons autres que la sécurité (par exemple, délits de droit commun ou exercice de la liberté d'expression). L'autorité générale de contrôle de l'application de la loi pertinente incombe au ministre de la Justice.
En Cisjordanie, tout commandant de l'armée locale peut émettre un ordre de détention administrative, et l'ordre peut faire l'objet d'un appel devant le tribunal militaire local ou, s'il y est refusé, devant la Cour suprême. Ici aussi, un mandat de rétention administrative est valable six mois au maximum mais peut être renouvelé par l'autorité compétente. Israël renvoie son recours à la détention administrative dans les territoires occupés à l'article 78 de la quatrième convention de Genève de 1949, qui stipule que « si la puissance occupante estime nécessaire, pour des raisons impérieuses de sécurité, de prendre des mesures de sécurité concernant les personnes protégées, elle peut, tout au plus, les soumettre à l'assignation à résidence ou à l'internement.".
La première utilisation d'un ordre de détention administrative en Cisjordanie après la guerre de 1967 remonte au 3 septembre 1967. Plus de 100 personnes ont été détenues au cours de la première année de l'occupation. Les détenus ont été détenus jusqu'à un an ou expulsés. En 1974, il y a eu une répression contre les organisations nationalistes palestiniennes qui a conduit à l'arrestation de 200 personnes, dont certaines ont été détenues sans procès pendant cinq ans. En 1978, Amnesty International a lancé un recours contre le recours à la détention administrative qui a conduit à une modification des procédures. Le nombre de détenus est passé de 30 cas en 1978 à un seul en 1981. Il a été libéré en mars 1982 après avoir été détenu pendant sept ans. L'utilisation des ordonnances de détention administrative a repris en août 1985 avec plus de 100 détenus en deux semaines.
- Le 20 mars 2010, Moatasem Nazzal, un Palestinien de 16 ans a été arrêté à son domicile dans le camp de réfugiés de Qalandiya sans explication et est resté emprisonné jusqu'au 26 décembre 2010[55].

Graffitis de Khader Adnan à Ramallah

- Le 17 décembre 2011, Israël a arrêté Khader Adnan pour « des activités qui menacent la sécurité régionale ». Alors qu'Adnan était membre du Jihad islamique palestinien, Israël n'a pas accusé Adnan d'être directement impliqué dans les attaques du groupe. Les responsables israéliens ne l'ont accusé d'aucun crime. Après qu'Adnan ait entamé une grève de la faim, le ministère israélien de la Justice a annoncé qu'il serait libéré. Cette annonce aurait annulé une révision judiciaire de la pratique israélienne de détenir des prisonniers sans procès[57].
- Le 21 novembre 2015, le journaliste palestinien Muhammad al-Qiq a été placé en détention administrative, prétendument pour « activité terroriste ». Son cas a gagné en notoriété lorsqu'il a entamé une grève de la faim pour protester contre sa détention. Il a été libéré le 19 mai 2016 après avoir enduré une grève de la faim de 94 jours et sans avoir été inculpé d'aucun crime[59].
- Le 15 juin 2016, Bilal Kayed a été placé en détention administrative après avoir été libéré d'une peine de 15 ans de prison. Kayed a entamé une grève de la faim et a finalement conclu un accord avec les autorités israéliennes pour être libéré à la fin des six mois.
- Le 3 avril 2017, un garçon de 16 ans, Nour Issa, a été placé en détention administrative pendant quatre mois (prolongée par la suite à sept) pour « incitation sur Facebook »[60].

En janvier 2012, 309 Palestiniens étaient détenus sans inculpation pénale, selon B'Tselem:
- 16 Palestiniens sont détenus sans inculpation depuis 2 à 4,5 ans
- 88 sont détenus depuis 1 à 2 ans
- 80 ont été détenus pendant 6 mois à 1 an

En juillet 2012, le nombre était tombé à 250. Selon les chiffres du service pénitentiaire israélien pour décembre 2012, 178 Palestiniens étaient en détention administrative. Selon B'Tselem, ce nombre était passé à 1 310 en septembre 2023. Ce nombre explose avec le déclenchement de la guerre à Gaza le mois suivant, pour atteindre les près de 3 500 en avril 2024.

### Négligence médicale
Les associations de droits de l'homme ont relevé plusieurs cas de négligence médicale relatives aux prisonniers palestiniens. Parmi eux figure le cas de Israa Jaabis emprisonnée depuis 2015 et qui fait l'objet de plusieurs campagnes de libération.
Un adolescent palestinien de 17 ans, mort en détention en Israël le 24 mars 2025, présentait des signes de malnutrition extrême, rapporte Associated Press.

### Torture physique
Jusqu'en 1999, une « pression physique modérée » était autorisée lors de l'interrogatoire des suspects par le Shin Bet israélien, comme indiqué dans le rapport de la Commission Landau de 1987. B'Tselem a dressé une liste de prétendues méthodes d'interrogatoire qui comprend : « priver la personne interrogée de sommeil pendant plusieurs jours en la liant dans des positions douloureuses ; jouer de la musique forte ; se couvrir la tête avec un sac crasseux ; exposer la personne interrogée à des une chaleur et un froid extrêmes ; les attacher à une chaise basse, en les inclinant vers l'avant ; menotter étroitement les mains de la personne interrogée ; demander à la personne interrogée de se tenir debout, les mains liées et tirées vers le haut ; demander à la personne interrogée de s'allonger sur le dos sur un tabouret haut, le corps arqué en arrière ; forcer l'interrogé de s'accroupir sur ses orteils avec les mains liées derrière lui ; secousses violentes du détenu, l'interrogateur le saisissant et le secouant ; utilisant des menaces et des malédictions, et lui donnant des aliments de mauvaise qualité et en quantités insuffisantes ».
En 1997, le Comité des Nations unies contre la torture a déclaré que de telles méthodes constituaient de la torture et enfreignaient la Convention des Nations Unies contre la torture et autres peines ou traitements cruels, inhumains ou dégradants, une convention ratifiée par Israël en 1991 En septembre 1999, la Haute Cour d'Israël a statué que l'Agence de sécurité israélienne (ISA) n'avait pas le pouvoir légal d'utiliser des moyens physiques d'interrogatoire qui ne sont pas « raisonnables et équitables » et qui font souffrir le détenu. Si le tribunal a relevé qu'un interrogatoire raisonnable est susceptible de provoquer un malaise et d'exercer une pression sur le détenu, celui-ci n'est licite que s'il « s'agit d'un "effet secondaire" inhérent à l'interrogatoire », et ne vise pas à épuiser ou à « casser » détenu comme une fin en soi.
Uri Davis a écrit que la décision de 1999 est intervenue après 50 ans de silence « face à la torture systématique pratiquée dans les prisons et les centres de détention israéliens contre les prisonniers et détenus palestiniens, ainsi que d'autres prisonniers ». Cependant, Davis note également qu'après la décision de la Cour suprême, le Comité public contre la torture en Israël a conclu que « la torture a, dans la plupart des cas, cessé ».
En 2000, un rapport officiel israélien a reconnu avoir torturé des détenus pendant la première Intifada. Le rapport indique que la direction du Shin Bet était au courant de la torture mais n'a rien fait pour l'arrêter. Des organisations de défense des droits de l'homme affirment que certains détenus sont morts ou sont restés paralysés.
En aout 2024, un groupe d’experts des Nations unies a mis en garde contre « l’escalade du recours à la torture » par Israël. L'ONG israélienne B’Tselem rapporte que les Palestiniens subissent des « mauvais traitements systématiques » dans les prisons israéliennes : « La violence physique et psychologique incessante, le refus de traitement médical, la faim, la privation d’eau, la privation de sommeil, et la confiscation de tous les effets personnels sont désormais appliqués dans toutes les prisons », selon le rapport. En outre, plus d’une dizaine d’établissements pénitentiaires sont devenus des « camps de torture de facto ».

## Prisonniers de Gaza
Les familles avaient été soumises à de nombreuses restrictions pour leur rendre visite dans les prisons israéliennes. Ils devaient obtenir des permis des autorités israéliennes pour passer devant l'Agence de sécurité israélienne, afin qu'ils puissent rendre visite à leurs proches. Bien qu'il y ait de nombreuses restrictions imposées aux familles de Gaza pour entrer en Israël. Ils permettent des visites en prison tous les 2 mois au maximum pour 3 membres de la famille, seuls les conjoints, les parents et les enfants de moins de 16 ans.
En 2007, Israël a empêché des familles de Gaza de rendre visite à leurs proches après la capture du soldat israélien Gilad Shalit. Les restrictions ont augmenté après que des groupes armés à Gaza ont capturé les corps de deux soldats israéliens tués lors du conflit de Gaza en 2014.
Dans le sillage de la guerre à Gaza depuis 2023, Tsahal a ouvert des camps de détention dont rien ne filtre et où l’armée enferme une partie de ceux qu’elle arrête dans l’enclave palestinienne, hors de tout cadre légal. Dans un courrier adressé aux autorités israéliennes et révélé par le journal Haaretz en avril 2024, un médecin qui travaille dans l’hôpital de campagne de l’un de ces camps, dans le sud d’Israël, révélait que les détenus y sont nourris avec des pailles, défèquent dans des couches et sont constamment entravés. « Rien que cette semaine, deux prisonniers ont été amputés des jambes à cause de blessures liées aux menottes, ce qui est malheureusement devenu routinier », écrivait-il. Israël interdit au Comité international de la Croix-Rouge de visiter les prisons. Des détenus relâchés ont perdu une vingtaine de kilos, les témoignages font état de violences systématiques, de prisonniers humiliés, déshabillés et battus. 

## Programmes d'éducation
En 1967, les prisonniers palestiniens se sont d'abord vu refuser des crayons et du papier. À la suite des protestations des prisonniers, l'accès a été autorisé à des stylos, des crayons, du papier, des livres, des journaux et des émissions de radio surveillées. Des bibliothèques ont été créées dans chaque prison et des cours d'alphabétisation et de langue ont été organisés. Les jeunes détenus se voyaient proposer des cours de préparation à l'examen secondaire général. Des milliers de prisonniers palestiniens ont appris l'hébreu dans les prisons israéliennes.
Dans les années 1980, selon Maya Rosenfeld, l'option de la résistance armée était complètement bloquée et les prisons devenaient un "sanctuaire". Ses recherches auprès des réfugiés palestiniens du camp de Dheisheh à Bethléem ont révélé que le processus de politisation des jeunes hommes du camp a subi une transformation qualitative au cours de leur période d'emprisonnement, qu'elle attribue aux pratiques d'organisation interne des prisonniers palestiniens et au rôle central des études et éducation.
Finalement, les prisonniers palestiniens ont été autorisés à suivre des cours en ligne de l'Open University of Israel et à obtenir des diplômes universitaires. Dans le cadre de ce programme, l'éducation des prisonniers était gratuite, les autorités pénitentiaires payant leurs frais de scolarité universitaires. En 2009, 250 prisonniers palestiniens étudiaient à l'Open University d'Israël.
En juin 2011, le Premier ministre Benjamin Netanyahu a annoncé, en réponse à l'arrêt des pourparlers de paix, que les prisonniers palestiniens n'auraient plus le droit d'obtenir des diplômes universitaires en prison. Fin 2012, trois prisonniers ont fait appel de la décision de la Cour suprême israélienne, qui a rejeté leur appel. Dans leur décision, les juges ont déclaré que le droit à l'enseignement universitaire gratuit ne s'applique pas aux personnes reconnues coupables d'infractions terroristes. La décision a cependant appelé les autorités pénitentiaires à être "considérées" dans la décision des cas des prisonniers déjà au milieu des programmes universitaires.

## Grèves de la faim
Des grèves de la faim sont menées de manière récurrente par les prisonniers palestiniens pour protester contre les conditions de détention, ou bien contre la détention administrative.

### Avant 2012
En 1998, neuf grèves de la faim ont été menées par des prisonniers palestiniens dans différentes prisons en Israël. Le 1er mai 2000, près de 1 000 des 1 650 prisonniers palestiniens détenus à l'époque dans les prisons israéliennes ont participé à une grève de la faim d'un mois, pour protester contre « le traitement arbitraire des agents pénitentiaires, les conditions de détention déplorables, l'interdiction des visites familiales, l'utilisation de l'isolement cellulaire, la médiocrité des soins médicaux et le refus d'Israël de libérer toutes les catégories de prisonniers spécifiées dans ses accords avec l'Organisation de libération de la Palestine (OLP). », Des manifestations de masse en solidarité avec les prisonniers ont éclaté dans les zones d'autonomie palestinienne dans les jours qui ont suivi, culminant avec une manifestation de masse le 15 mai (anniversaire de la Nakba) et se terminant le 18 mai, avec 7 Palestiniens tués et 1 000 blessés. En outre, 60 Israéliens ont également été blessés. La grève de la faim a pris fin le 31 mai après que les autorités pénitentiaires israéliennes ont promis d'examiner les plaintes et d'assouplir les restrictions sur les visites. Un rapport du gouvernement israélien publié en juin 2001 sur les conditions dans la prison de Shatta notait que les conditions de vie étaient « particulièrement dures » dans le quartier où étaient détenus les prisonniers des Territoires palestiniens occupés et concluait que les tentes exposées et les salles de bains sales dans lesquelles les prisonniers étaient logés et baignés étaient impropres à l'usage humain.

### Grèves de masse de 2012
À la suite de son arrestation le 17 décembre 2011, Khader Adnan, présumé par Israël être un dirigeant du Jihad Islamique Palestinien, a entamé une grève de la faim pour protester contre ce qu'il qualifie de violentes circonstances de son arrestation. Des centaines de Palestiniens dans les prisons israéliennes auraient rejoint Adnan dans sa grève de la faim en signe de solidarité. En avril 2012, il a été relâché après avoir jeûné pendant 66 jours.
En février 2012, environ 1 800 prisonniers palestiniens détenus dans les prisons israéliennes ont entamé une grève de la faim massive pour protester contre la pratique de la détention administrative. Israël détient environ 4 500 prisonniers palestiniens, dont environ 310 sont détenus en détention administrative, sans droit à un procès. Quatre des grévistes de la faim ont passé plus de deux mois sans nourriture. Les revendications des grévistes de la faim comprenaient le droit à des visites familiales pour les prisonniers de Gaza, la fin de l'utilisation de l'isolement cellulaire prolongé et la libération de ceux détenus en vertu des lois sur la détention administrative. Des manifestations de soutien aux prisonniers ont eu lieu à Nazareth, Umm al-Fahm, Kfar Kanna et Haïfa,.
Le 7 mai 2012, la Cour suprême israélienne a rejeté les appels fondés sur les droits humains de deux des prisonniers, Tha'er Halahlah et Bilal Diab,. Quelques jours plus tard, le secrétaire général des Nations unies, Ban Ki-Moon, et le Comité international de la Croix-Rouge ont tous deux exprimé leur inquiétude quant à la condition des grévistes de la faim,.
Le 14 mai, il a été annoncé que les prisonniers avaient accepté de mettre fin à leur grève de la faim, après avoir conclu un accord avec les autorités israéliennes, négocié par l'Égypte et la Jordanie et à la suite d'une demande officielle de Mahmoud Abbas. Dans le cadre de l'accord, Israël a accepté de limiter la détention administrative à six mois, sauf dans les cas où de nouvelles preuves contre un suspect sont apparues, d'augmenter l'accès aux visites familiales et de renvoyer les prisonniers en isolement cellulaire dans des cellules normales,. Il y avait également un accord pour ouvrir de nouvelles discussions sur l'amélioration des conditions de détention et les représentants des grévistes de la faim sont convenus de ne pas s'engager dans des activités militantes, y compris le recrutement, dans les prisons. Hanan Ashrawi, du Conseil national palestinien, a déclaré que les grévistes de la faim avaient "véritablement démontré que la résistance non violente est un outil essentiel dans notre lutte pour la liberté".

### Entre 2012 et 2021
En février 2017, Mohammed al-Qiq, un journaliste palestinien dans une prison israélienne, a menacé de faire une grève de la faim ouverte contre la détention administrative lors de sa nouvelle arrestation, ce que l'Agence de sécurité israélienne a déclaré être pour "activité terroriste" pour le groupe islamiste Hamas. Il a été libéré de prison en mai 2016 après une grève de la faim de 94 jours et de nouveau arrêté à la mi-janvier après avoir participé à une manifestation en Cisjordanie exigeant la libération des corps de militants palestiniens. Al-Qiq était l'un des nombreux grévistes de la faim palestiniens de premier plan en 2016, parmi lesquels les frères Balboul qui sont restés sans nourriture pendant 77 et 79 jours, Malik al-Qadi pendant 68 jours, Bilal Kayid pendant 71 jours.

### Grève de la faim 2021
Dans le deuxième semestre 2021, une grande opération de grève de la faim des prisonniers en détention administrative a eu lieu. Cette opération a concerné un nombre important de prisonniers mais 8 l'ont mené sur une période longue entre 40 et 134 jours, ainsi que 6 prisonniers malades qui ont fait la grève de médicaments.
Cette opération s'est accompagnée par une campagne dans les réseaux sociaux sous le hashtag arabe qui signifie : Guerre des intestins vides.
Cette campagne s'est soldée par la libération des 8 prisonniers ainsi qu'une prise de conscience mondiale sur la pratique de la détention administrative.

## Activisme politique et social
Selon Yezid Sayigh, une "conséquence involontaire" des mesures de sécurité intérieure d'Israël a été de contribuer à la mobilisation sociale de la société palestinienne. En raison du grand nombre d'étudiants et de jeunes incarcérés du milieu des années 1970 au début des années 1980, la population carcérale « avait tendance à être jeune, éduquée et familière avec les tactiques de désobéissance civile et de protestation non armée ». En prison, ils ont été exposés à l'endoctrinement politique et à l'instruction en matière de sécurité et d'organisation par des guérilleros vétérans. Les prisonniers se sont organisés en fonction de leur affiliation politique et ont lancé des programmes éducatifs, faisant des prisons des "" écoles de cadres "inégalées". À leur libération, ils sont devenus des dirigeants de mouvements étudiants dans les universités et collèges palestiniens. Une enquête israélienne parmi les prisonniers palestiniens aux premiers stades de la Première Intifada a révélé que leur mobilisation politique n'était pas tant basée sur l'idéologie que sur les humiliations répétées de la part des forces israéliennes.

### Document des prisonniers palestiniens
Cinq prisonniers palestiniens détenus dans les prisons israéliennes, affiliés au Fatah, au Hamas, au Jihad islamique, au Front populaire de libération de la Palestine (FPLP) et au Front démocratique de libération de la Palestine (DFLP), ont rédigé le Document des prisonniers palestiniens en 2006. Le document énumère 18 points sur la base desquels les négociations avec Israël devraient se poursuivre.

### Club des prisonniers palestiniens
Le Club des prisonniers palestiniens est une organisation palestinienne indépendante et non gouvernementale qui a été créée en 1993 avec environ 1 600 membres d'anciens prisonniers palestiniens qui ont passé au moins un an dans une prison israélienne. Le but du club est d'aider et de soutenir les milliers de prisonniers palestiniens dans les prisons israéliennes. Le club opère de diverses manières, allant de l'aide juridique, de l'action politique pour la libération des prisonniers, à l'aide aux familles des prisonniers,. Abdulal al-Anani est le président du club, et Abdullah Zghari est le directeur exécutif du club. Cependant, depuis au moins 2011, Qadura Fares a toujours été désigné comme le « chef » du Club des prisonniers palestiniens, de sorte qu'on ne sait pas exactement quelle position Fares occupe réellement,.

### Mohamed Abou Sakha
En mars 2016, Amnesty International a lancé, une campagne pour libérer un entraîneur de cirque palestinien, Mohammed Abu Sakha, qui était détenu sans inculpation ni procès depuis son arrestation en décembre 2015. Le Shin Bet affirme que la raison de la détention est que Sakha est son appartenance à une organisation terroriste. Les principaux objectifs de la campagne ont été de faire pression sur Israël et de mettre en lumière les cas de plus de 600 autres prisonniers dans une situation similaire. L'appel a été entendu par des manifestations organisées dans le monde entier.